# Prionus
Prionus es una género de escarabajos longicornios de la tribu Prionini.

## Especies
- Prionus arenarius Hovore, 1981
- Prionus aztecus Casey, 1912
- Prionus californicus Motschulsky, 1845
- Prionus coriarius (Linnaeus, 1758)
- Prionus corpulentus Bates, 1878
- Prionus debilis Casey, 1891
- Prionus delavayi Fairmaire, 1887
- Prionus elegans Demelt, 1972
- Prionus elliotti Gahan, 1906
- Prionus emarginatus Say, 1824
- Prionus evae Demelt, 1972
- Prionus evoluticornis Komiya & Nogueira, 2014
- Prionus fissicornis Haldeman, 1845
- Prionus flohri Bates, 1884
- Prionus gahani Lameere, 1912
- Prionus galantiorum Drumont & Komiya, 2006
- Prionus geminus Santos-Silva, Nearns & Swift, 2016
- Prionus heroicus Semenov, 1907
- Prionus howdeni Chemsak, 1979
- Prionus imbricornis (Linnaeus, 1767)
- Prionus insularis Motschulsky, 1858
- Prionus integer LeConte, 1851
- Prionus komiyai Lorenc, 1999
- Prionus kucerai Drumont & Komiya, 2006
- Prionus lameerei Semenov, 1927
- Prionus laminicornis Fairmaire, 1897
- Prionus laticollis (Drury, 1773)
- Prionus lecontei Lameere, 1912
- Prionus mali Drumont, Xi & Rapuzzi, 2015
- Prionus mexicanus Bates, 1884
- Prionus murzini Drumont & Komiya 2006
- Prionus nakamurai Ohbayashi & Makihara, 1985
- Prionus ohbayashii Komiya, 2009
- Prionus palparis Say, 1824
- Prionus pocularis Dalman in Schoenherr, 1817
- Prionus poultoni Lameere, 1912
- Prionus puae Drumont & Komiya, 2006
- Prionus scabripunctatus Hayashi, 1971
- Prionus sejunctus Hayashi, 1959
- Prionus sifanicus Plavilstshikov, 1934
- Prionus simplex (Casey, 1912)
- Prionus siskai Drumont & Komiya, 2006
- Prionus sontinh Do, Drumont & Komiya, 2019
- Prionus spinipennis Hovore & Turnbow, 1984
- Prionus sterbai Heyrovsky, 1950
- Prionus vartianorum Fuchs, 1967